# مقرن الحجيلاني
مقرن الحجيلاني هو أحد أمراء إمارة آل أبو عليان في بريدة وقد ذكره المؤرخ مقبل الذكير وأنه توفي سنة 1117 للهجرة.